# Manius Iuventius Thalna
Manius Iuventius Thalna (* vor 206 v. Chr.; † 163 v. Chr. auf Korsika) war ein römischer Politiker und Senator in der ersten Hälfte des 2. Jahrhunderts v. Chr. Im Jahr 163 v. Chr. amtierte er als ordentlicher Konsul, starb jedoch vor Ende seiner Amtszeit.

## Leben und Wirken

### Familiärer Hintergrund
Thalna dürfte vor 206 v. Chr. geboren sein, da in der Lex Villia annalis von 180 v. Chr. ein Mindestalter von 40 Jahren für einen Praetor festgelegt war und Thalna diese Stufe seines cursus honorum im Jahr 167 v. Chr. erreichte. Er gehörte der plebejischen gens der Iuventier an, die ursprünglich in Tusculum ansässig war und deren Vertreter ab etwa 200 v. Chr. in Rom nachweisbar sind. Angeblich soll ein Iuventius der erste kurulische Ädil aus der Plebs gewesen sein, jedoch dürfte es sich hierbei um eine aus dem Kreis der Familie stammende Legende gehandelt haben, mit der man das eigene Renommee erhöhen wollte. Immerhin gelang es dem Zweig der Thalna, innerhalb von drei Generationen zum Konsulat aufzusteigen. So amtierte Titus Iuventius Thalna, der Vater von Manius, im Jahr 194 v. Chr. als praetor peregrinus und schuf damit die Grundlage für die spätere Karriere seines Sohnes.

### Volkstribunat und Praetur
Die zwei uns bekannten Episoden aus dem politischen Wirken Thalnas vor seinem Konsulat stehen im Zusammenhang mit Verlauf und Folgen des Dritten Makedonisch-Römischen Krieges (171–168 v. Chr.): 
Als Volkstribun machte er sich im Jahr 170 v. Chr., zusammen mit seinem Kollegen Gnaeus Aufidius, die Angelegenheit mehrerer griechischer Delegationen zu eigen, die schwere Anwürfe gegen Gaius Lucretius Gallus erhoben, der als Prätor im Vorjahr die römische Flotte im Krieg gegen König Perseus von Makedonien befehligt hatte. Unter anderem warfen Vertreter Chalkis' Gallus vor, unter Bruch des mit Rom bestehenden Bündnisses in ihrer Stadt geplündert und Bewohner derselben versklavt zu haben. Als der Senat den Beschuldigten vor sich zitierte und bei dieser Gelegenheit neue Bezichtigungen laut wurden, kündigten Thalna und Aufidius im Rahmen einer Contio eine Anklage gegen Gallus an. Dies führte schließlich zu dessen einstimmiger Verurteilung durch alle 35 Tribus der Volksversammlung. Gallus musste eine hohe Geldstrafe zahlen. Livius beschreibt Thalna und Aufidius in diesem Zusammenhang als „einflussreiche und mächtige“ (graviores potentioresque) Politiker Roms.
In den folgenden Jahren kam es zu Spannungen mit Rhodos, das eigentlich freundschaftliche Beziehungen mit den Römern unterhielt. Die Rhodier hatten sich als Vermittler für einen Friedensschluss zwischen Rom und Makedonien angeboten. Der Senat misstraute jedoch den Motiven der Rhodier, unterstellte diesen eine insgeheime Parteinahme für Makedonien und sprach kaum verhüllte Drohungen betreffs Strafmaßnahmen gegen Rhodos für die Zeit nach dem erwarteten Sieg über König Perseus aus.
Thalna fungierte, wie zuvor bereits sein Vater, gerade als praetor peregrenius, als 167 v. Chr., also im Jahr nach der siegreichen Beendigung des Krieges, gleich zwei rhodische Delegationen in Rom eintrafen und sich darum bemühten, die Wogen im bilateralen Verhältnis zu glätten, vom Senat und von den Konsuln jedoch kühl empfangen wurden. Wie feindselig Teile der römischen Nobilität dem Inselstaat inzwischen gegenüberstanden und wie groß die Gefahr für Rhodos war, begriffen die Gesandten nach Darstellung von Polybios erst, als Thalna versuchte, in den Zenturiatskomitien eine Kriegserklärung gegen Rhodos herbeizuführen und ein entsprechendes imperium zur Kriegsführung für einen der amtierenden Magistrate zu erwirken. Laut Livius erhoffte sich Thalna, selbst mit dieser Aufgabe betraut zu werden.
Allerdings hatte Thalna versäumt, Senat und Konsuln zuvor über seine Initiative in Kenntnis zu setzen. Es war wohl insbesondere dieser Bruch mit dem mos maiorum, was die Volkstribunen Marcus Antonius und Marcus Pomponius zur Interzession veranlasste. Jedoch wirft Livius den beiden vor, selbst den Gepflogenheiten römischer Politik zuwidergehandelt und einen bedenklichen Präzedenzfall geschaffen zu haben, indem sie ihr Veto einlegten, bevor Bürgern die Gelegenheit gegeben worden war, sich pro oder contra Thalnas Antrag zu äußern. Antonius soll Thalna sogar mit Gewalt von der Rednerbühne heruntergezerrt haben. Andreas Graeber sieht das Vorpreschen Thalnas als Einzelfall und deutet die Interzession und das offenbare Scheitern von Thalnas Antrag als Beleg dafür, dass in dieser Zeit „der Senat, in dessen Auftrag die Volkstribune sicherlich handelten, das Heft gegen ruhmsüchtige und ehrgeizige Magistrate fest in der Hand hielt.“

### Konsulat und Tod
Trotz des Eklats während seiner Praetur wurde Thalna zum Konsul für das Jahr 163 v. Chr. gewählt. Er war der Einzige aus seiner gens, der das Amt in republikanischer Zeit bekleidete. Sein Kollege war Tiberius Sempronius Gracchus, der 177 v. Chr. bereits einmal Konsul gewesen war. Dass beide Konsuln der Plebs entstammten, hatte es zuvor nur in den Jahren 172–170 und 167 v. Chr. gegeben und sollte sich anschließend für geraume Zeit nicht wiederholen.
Über Thalnas Konsulat ist lediglich bekannt, dass er Feldzüge auf Korsika leitete, offenbar vor dem Hintergrund sporadischer Aufstände der Einheimischen gegen die römische Herrschaft und Versuchen der Römer, das korsische Hinterland unter Kontrolle zu bekommen. Dass ein Konsul mit dieser Aufgabe betraut wurde, deutet auf ernsthafte Probleme hin, mit denen sich Rom in dieser Zeit auf Korsika konfrontiert sah. Genaueres ist aufgrund der schlechten Quellenlage aber nicht bekannt.
Immerhin war Thalna in seiner Kriegsführung so erfolgreich, dass der Senat ein Dankfest (supplicatio) zu seinen Ehren beschloss. Der Überlieferung nach soll er gerade ein Opfer dargebracht haben, als ihn diese Nachricht auf Korsika erreichte. Beim Lesen des Schreibens habe ihn dann der Schlag getroffen, so dass er leblos am Altar zusammensank. Valerius Maximus ist dies eine Erwähnung in seiner Zusammenstellung kurioser Todesfälle wert und er unterstellt übergroße Freude als Todesursache. Mit spöttischer Anspielung auf die geringe Bedeutung von Thalnas militärischen Erfolgen kommentiert er: „Hier ist der Mann, dem man die Zerstörung von Numantia und Karthago hätte anvertrauen sollen!“ (en cui Numantia aut Karthago excindenda traderetur!). Nach dem Tod von Thalna reiste sein Kollege Gracchus, der bis dahin offenbar die Amtsgeschäfte in Rom geleitet hatte, in die Provinz Sardinia et Corsica, wohl um das vakante Kommando zu übernehmen.